# Филип Лудвиг (Ербах-Ербах)
Филип Лудвиг фон Ербах-Ербах (на немски: Philipp Ludwig von Erbach-Erbach; * 10 юни 1669, дворец Ербах, Ербах, Оденвалд; † 17 юни 1720, Кобург) е от 1693 г. граф на Ербах-Ербах, Фрайенщайн, Вилденщайн, Михелщат и Бройберг и генерал-лейтенант в Нидерландия.

## Биография
Той е най-големият син на граф Георг Лудвиг I фон Ербах-Ербах (1643 – 1693) и съпругата му графиня Амалия Катарина фон Валдек-Айзенберг (1640 – 1697), дъщеря на граф Филип Теодор фон Валдек-Айзенберг (1614 – 1645) и графиня Мария Магдалена фон Насау-Зиген (1622 – 1647). Брат е на Карл Алберт Лудвиг (* 1670 † 18 август 1704, убит в Дапфинг на Дунав), Фридрих Карл (1680 – 1731) и на София Албертина (1683 – 1742), омъжена на 10 юни 1726 г. за херцог Ернст Фридрих I фон Саксония-Хилдбургхаузен (1681 – 1724).
Лудвиг се жени на 16 януари 1706 г. в Ербах в Оденвалд за леля си принцеса Албертина Елизабет фон Валдек-Айзенберг (* 9 февруари 1664, Аролзен; † 1 ноември 1727, погребана в Михелщат), дъщеря на генерал-фелдмаршал, граф и княз Георг Фридрих фон Валдек-Айзенберг (1620 – 1692) и Елизабет Шарлота фон Насау-Зиген (1626 – 1694). Те нямат деца.
Лудвиг фон Ербах-Ербах умира бездетен на 17 юни 1720 г. на 51-годишна възраст в Кобург. Наследен е от брат му Фридрих Карл.